# Communauté de communes du Val de la Dame Blanche
La communauté de communes du Val de la Dame Blanche est une ancienne structure intercommunale française du département du Doubs et de la région Bourgogne-Franche-Comté.

## Historique
Créée le 27 décembre 2001, elle a  fusionné avec la communauté de communes de la Bussière le 1er janvier 2014 pour former la communauté de communes Dame Blanche et Bussière forte de 24 communes.

Au 1er janvier 2017, 9 des 12 communes ci-après ont été transférées à Grand Besançon Métropole. Ne restent plus  à la C.C Dame Blanche et Boussière que Moncey, Thurey-le-Mont et Valleroy.

## Composition
Elle comprenait les 12 communes suivantes :
| Nom                | Code Insee | Gentilé      | Superficie (km2) | Population (dernière pop. légale) | Densité (hab./km2) |
| ------------------ | ---------- | ------------ | ---------------- | --------------------------------- | ------------------ |
| Devecey (siège)    | 25200      | Develçois    | 3,78             | 1 424 (2015)                      | 377                |
| Bonnay             | 25073      | Bonnayens    | 7,66             | 850 (2014)                        | 111                |
| Chevroz            | 25153      | Chevrotins   | 1,98             | 119 (2014)                        | 60                 |
| Cussey-sur-l'Ognon | 25186      | Cusseylois   | 7,55             | 1 014 (2015)                      | 134                |
| Geneuille          | 25265      | Geneuillois  | 6,45             | 1 353 (2014)                      | 210                |
| Mérey-Vieilley     | 25376      |              | 3,42             | 142 (2014)                        | 42                 |
| Moncey             | 25382      | Moncéens     | 5,00             | 538 (2014)                        | 108                |
| Palise             | 25444      | Palisiens    | 2,09             | 142 (2014)                        | 68                 |
| Thurey-le-Mont     | 25563      |              | 4,83             | 122 (2014)                        | 25                 |
| Valleroy           | 25582      | Valléresiens | 3,05             | 160 (2014)                        | 52                 |
| Venise             | 25598      | Véniziens    | 6,18             | 512 (2014)                        | 83                 |
| Vieilley           | 25612      | Vieilleys    | 9,43             | 700 (2014)                        | 74                 |

## Compétences
- Électricité, Gaz
- Autres énergies
- Collecte des déchets des ménages et déchets assimilés
- Traitement des déchets des ménages et déchets assimilés
- Autres actions environnementales
- Activités sociales
- CIAS
- Création, aménagement, entretien et gestion de zone d'activités industrielle, commerciale, tertiaire, artisanale ou touristique
- Action de développement économique (Soutien des activités industrielles, commerciales ou de l'emploi, Soutien des activités agricoles et forestières...)
- Activités péri-scolaires
- Activités culturelles ou socioculturelles
- Schéma de cohérence territoriale (SCOT)
- Plans locaux d'urbanisme
- Création et réalisation de zone d'aménagement concertée (ZAC)
- Organisation des transports non urbains
- Tourisme
- Opération programmée d'amélioration de l'habitat (OPAH)
- Préfiguration et fonctionnement des Pays
- NTIC (Internet, câble...)

### Sources
- La base Aspic (Accès des services publics aux informations sur les collectivités) pour le département du Doubs
- [PDF] La Communauté de communes du Val de la Dame Blanche sur la base Banatic (Base nationale d'informations sur l'intercommunalité)